# Hellborn
Hellborn, també coneguda amb el nom d'Asylum of the Damned, és una pel·lícula estatunidenca del grup Paragon Film estrenada el 2003. És l'última que va dirigir Philip J. Jones, que va morir d'un càncer el març del mateix any. El rodatge es va desenvolupar a Norwalk i Racine.

## Argument
James Bishop és un resident de psicologia que comença a treballar a l'Hospital Mental Saint Andrews, s'ha d'encarregar de pacients realment malalts. El seu entusiasme inicial es transforma aviat en perplexitat i posteriorment en autèntica por en descobrir que alguns dels pacients es moren sobtadament i que els seus companys de feina treballen per al diable i l'ajuden a obtenir les ànimes d'aquesta gent.

## Repartiment
- Bruce Payne: el doctor McCort
- Matt Stasi: James Bishop
- Tracy Scoggins: Helen
- Julia Lee: Lauren
- Tom Llistar, Jr.: Smithy
- Gregory Wagrowski: Hadley
- Bill Mckinney: l'empleat de l'estació de benzina
- Randall England: Harry Smith
- Joe Sabatino: Frank
- Deborah Flora: la infermera Wells
- Kyle T. Heffner: el doctor Peter Francis
- Stefan Marchand: Mark
- Michael Earl Reid: Que
- David Jean Thomas: Jackson
- Patrick Newall: el policia